# Terme générique

Un terme générique représentant plusieurs termes spécifiques. Par exemple, le terme « fruits » regroupe l’orange, la poire, la banane, etc.

Un terme générique est une classe de mots qui représente un concept ou un objet dont l'étendue est plus large (terme hyperonyme) et auquel sont subordonnés un ou plusieurs termes spécifiques (termes hyponymes) dans une hiérarchie de type « genre/espèce » ou « tout/partie ».

## Exemples de termes génériques
- la cryptologie est un terme générique qui englobe la cryptographie et la cryptanalyse
- la balance est un terme générique désignant une catégorie d'appareil fabriqués pour mesurer le poids d'un objet
- la norme est un terme générique qui désigne un ensemble de caractéristiques décrivant un objet, un être, qui peut être virtuel ou non.